# De Groene AS
De Groene AS is een verbindingszone die een aantal natuurgebieden tussen Amstelland en Spaarnwoude met elkaar verbindt. Hierdoor ontstaat een ecologische verbindingszone, en tevens een aantrekkelijk landschap dat geschikt is voor recreatie en levert een groter leefgebied op voor flora en fauna in de Metropoolregio Amsterdam.
De Groene AS is een belangrijke schakel in de ecologische hoofdstructuur van Noord-Holland. De Groene AS telt 26 projecten en maakt op haar beurt deel uit van de Provinciale Ecologische Hoofdstructuur (PEHS).
Het ontwikkelingsplan 'De Groene AS' werd In 1995 vastgesteld. Provincie Noord-Holland was initiatiefnemer van het project. Het ministerie van Landbouw, Natuur en Voedselkwaliteit (LNV), de gemeentes Aalsmeer, Amstelveen, Amsterdam en Haarlemmermeer, waterschap Groot-Haarlemmermeer en het Hoogheemraadschap Rijnland deden mee in dit project.
Het doel was om de Groene AS in twintig jaar te realiseren. Een groot deel van de groene projecten is inmiddels uitgevoerd.